# Dolga Poljana
Dolga Poljana je selo na Vipavskoj dolini u općini Ajdovščina, Primorska Slovenija. Naselje je 2002. godine imalo 303 stanovnika.

## Stanovništvo
Etnički sastav 1991.
- Slovenci: 308 (99,4%)
- Hrvati: 1 (0,3%)
- Muslimani: 1 (0,3%)